# Conocalama violipennis
Conocalama violipennis là một loài tò vò trong họ Ichneumonidae.